# Andrea Cantelmo
Andrea Cantelmo (Pettorano sul Gizio, 2 agosto 1598 – Alcubierre, 5 novembre 1645) è stato un nobile e condottiero italiano, principe di Pettorano e viceré di Catalogna.

## Biografia
Andrea Cantelmo nacque a Pettorano sul Gizio il 2 agosto 1598 da Fabrizio Cantelmo, principe di Pettorano, e Laura d'Evoli; tuttavia c'è chi ritiene che possa essere stato il figlio di Clemenza Pinelli, prima moglie di Fabrizio. Venne presto avviato alla carriera militare.
Nel 1620 ottenne un incarico come capitano di una compagnia di archibugieri, prendendo parte a diverse operazioni militari nell'ambito della guerra di Valtellina. Si trasferì poi nell'esercito dell'imperatore Ferdinando II d'Asburgo come comandante di cavalleria, prestando servizio in Boemia prima di tornare in Italia nel 1625, partecipando alla difesa della Repubblica di Genova contro l'invasione franco-piemontese guidata da Carlo Emanuele I di Savoia. Rimase in Italia per assistere alle prime fasi della guerra di successione di Mantova e del Monferrato, prendendo parte al primo e al secondo assedio di Casale Monferrato.
Nel 1631 si trasferì di nuovo, nell'armata delle Fiandre, prestando servizio nella Renania e successivamente in Piccardia. Come generale di artiglieria giocò un ruolo importante nella vittoria degli Asburgo nella battaglia di Kallo del 1638.
Nel 1644 si trovava in Spagna, dove fu nominato membro del Consejo Supremo de Guerra e capitano generale dell'esercito della Catalogna in sostituzione di Felipe da Silva. Prese parte a diverse operazioni militari nell'ambito della repressione della sollevazione della Catalogna, risultando vincitore nell'assedio di Lerida di maggio-luglio 1644, ma venendo pesantemente sconfitto il 22 giugno 1645 nella battaglia di Llorens, nei pressi di San Lorenzo de Mongay, Camarasa. Ritiratosi a Lerida, cercò in agosto di rompere l'assedio francese a Balaguer, protrattosi tra giugno e ottobre, tuttavia senza successo e rimanendo gravemente ferito.
Rimosso dal suo incarico sia pur colmato di onori in riconoscimento dei suoi sforzi, venne nominato comandante dell'esercito della Navarra. Morì ad Alcubierre il 5 novembre 1645.

## Ascendenza
|                     |                  |                             | Genitori                    |  |  | Nonni |  |  | Bisnonni                   |  |  | Trisnonni        |  |
|                     |                  |                             |                             |  |  |       |  |  | Francesco Antonio Cantelmo |  |  | Onofrio Cantelmo |  |
|                     |                  |                             |                             |  |  |       |  |  | Francesco Antonio Cantelmo |  |  | Onofrio Cantelmo |  |
|                     |                  | Giovanna d'Ayerbo d'Aragona |                             |  |  |       |  |  | Francesco Antonio Cantelmo |  |  |                  |  |
| Ottavio Cantelmo    |                  |                             |                             |  |  |       |  |  | Francesco Antonio Cantelmo |  |  |                  |  |
|                     |                  | Camilla Muscettola          | Giovanni Antonio Muscettola |  |  |       |  |  |                            |  |  |                  |  |
|                     |                  | Camilla Muscettola          | Giovanni Antonio Muscettola |  |  |       |  |  |                            |  |  |                  |  |
|                     |                  | Camilla Muscettola          | Giovannella Marramalda      |  |  |       |  |  |                            |  |  |                  |  |
| Fabrizio Cantelmo   |                  | Camilla Muscettola          |                             |  |  |       |  |  |                            |  |  |                  |  |
|                     |                  | Pietro Antonio Castigliar   | ?                           |  |  |       |  |  |                            |  |  |                  |  |
|                     |                  | Pietro Antonio Castigliar   | ?                           |  |  |       |  |  |                            |  |  |                  |  |
|                     |                  | Pietro Antonio Castigliar   | ?                           |  |  |       |  |  |                            |  |  |                  |  |
| Girolama Castigliar |                  | Pietro Antonio Castigliar   |                             |  |  |       |  |  |                            |  |  |                  |  |
|                     |                  | Giulia Cantelmo             | Francesco Antonio Cantelmo  |  |  |       |  |  |                            |  |  |                  |  |
|                     |                  | Giulia Cantelmo             | Francesco Antonio Cantelmo  |  |  |       |  |  |                            |  |  |                  |  |
|                     |                  | Giulia Cantelmo             | Camilla Muscettola          |  |  |       |  |  |                            |  |  |                  |  |
| Andrea Cantelmo     |                  | Giulia Cantelmo             |                             |  |  |       |  |  |                            |  |  |                  |  |
|                     | Vincenzo d'Evoli | Andrea d'Evoli              |                             |  |  |       |  |  |                            |  |  |                  |  |
|                     | Vincenzo d'Evoli | Andrea d'Evoli              |                             |  |  |       |  |  |                            |  |  |                  |  |
|                     | Vincenzo d'Evoli | Lucrezia Monsorio           |                             |  |  |       |  |  |                            |  |  |                  |  |
| Andrea d'Evoli      | Vincenzo d'Evoli |                             |                             |  |  |       |  |  |                            |  |  |                  |  |
|                     |                  | Aurelia Carafa              | Antonio Carafa              |  |  |       |  |  |                            |  |  |                  |  |
|                     |                  | Aurelia Carafa              | Antonio Carafa              |  |  |       |  |  |                            |  |  |                  |  |
|                     |                  | Aurelia Carafa              | Grisostoma d'Aquino         |  |  |       |  |  |                            |  |  |                  |  |
| Laura d'Evoli       |                  | Aurelia Carafa              |                             |  |  |       |  |  |                            |  |  |                  |  |
|                     |                  | ?                           | ?                           |  |  |       |  |  |                            |  |  |                  |  |
|                     |                  | ?                           | ?                           |  |  |       |  |  |                            |  |  |                  |  |
|                     |                  | ?                           | ?                           |  |  |       |  |  |                            |  |  |                  |  |
| Isabella Crispano   |                  | ?                           |                             |  |  |       |  |  |                            |  |  |                  |  |
|                     |                  | ?                           | ?                           |  |  |       |  |  |                            |  |  |                  |  |
|                     |                  | ?                           | ?                           |  |  |       |  |  |                            |  |  |                  |  |
|                     |                  | ?                           | ?                           |  |  |       |  |  |                            |  |  |                  |  |
|                     |                  | ?                           |                             |  |  |       |  |  |                            |  |  |                  |  |